# Jalda
Jalda é uma vila no distrito de Sundargarh, no estado indiano de Orissa.

## Demografia
Segundo o censo de 2001, Jalda tinha uma população de 11,957 habitantes. Os indivíduos do sexo masculino constituem 51% da população e os do sexo feminino 49%. Jalda tem uma taxa de literacia de 63%, superior à média nacional de 59.5%: a literacia no sexo masculino é de 73% e no sexo feminino é de 52%. Em Jalda, 12% da população está abaixo dos 6 anos de idade.